# Saint Bieuzy
Saint Bieuzy est un compagnon de saint Gildas, qui a donné son nom notamment à la paroisse, puis commune, de Bieuzy.
Saint Bieuzy, dit aussi saint Bilce (saint fêté le 24 novembre et dont le nom vient probablement du vieux breton biu, bihui, « vivant »).

## Biographie
Dans la seconde moitié du Ve siècle, Bieuzy remonte la vallée du Blavet en compagnie de Gildas (lequel avait auparavant fondé le monastère de Saint-Gildas de Rhuys) : ils s'installent dans un ermitage constitué d'une grotte naturelle, creusée dans un amas de rochers de plis de 50 mètres de hauteur, sur la rive droite du Blavet, au pied de la colline de Castennec. Les deux ermites convertissent l'endroit en oratoire.
Quelques années plus tard, Gildas regagne Rhuys, mais Bieuzy reste, installant à proximité une école, autour de laquelle s'installent quelques habitants, à un endroit devenu depuis Bieuzy. Les établissements créées par Gildas et Bieuzy furent détruits lors des invasions normandes au IXe siècle ou au Xe siècle.
Cet ermitage, implanté pour christianiser le peuple breton, est devenu au XVe siècle la chapelle Saint-Gildas. Saint Bieuzy se charge plus particulièrement de l'instruction des habitants du pays, devint réputé comme saint guérisseur de la rage appelée « mal de saint Bieuzy » et donna naissance à un centre paroissial qui prit le nom de son saint fondateur, Bieuzy.
Selon l'hagiographe Guy Autret de Missirien, saint Bieuzy est l'auteur d'un curieux miracle. Vers 570, un valet lui demande d'interrompre sa messe pour aller guérir la meute des chiens de son seigneur atteinte de rage mais Bieuzy refuse. Le seigneur breton furieux vient lui fendre le crâne avec un glaive (une hache, couteau ou coutelas selon les versions de la légende), le coup étant si violent que l'outil y reste planté. Bieuzy aurait trouvé la force de parcourir à pied 80 kilomètres, pour se rendre à l'abbaye de Rhuys où il meurt sous la bénédiction de son maître saint Gildas. Au cours de son trajet jusqu'à l'abbaye, Bieuzy aurait passé une nuit à Bieuzy-Lanvaux (ancienne trève de Pluvigner) avec la hache toujours enfoncée dans le crâne. La fontaine de Bieuzy-Lanvaux est depuis cet événement sous la protection du saint guérisseur de la rage et des migraines. La légende raconte aussi que le seigneur de retour chez lui trouve tous ses animaux (chevaux, animaux de ferme) enragés et que les chiens mordent à mort le tyran et ses serviteurs.

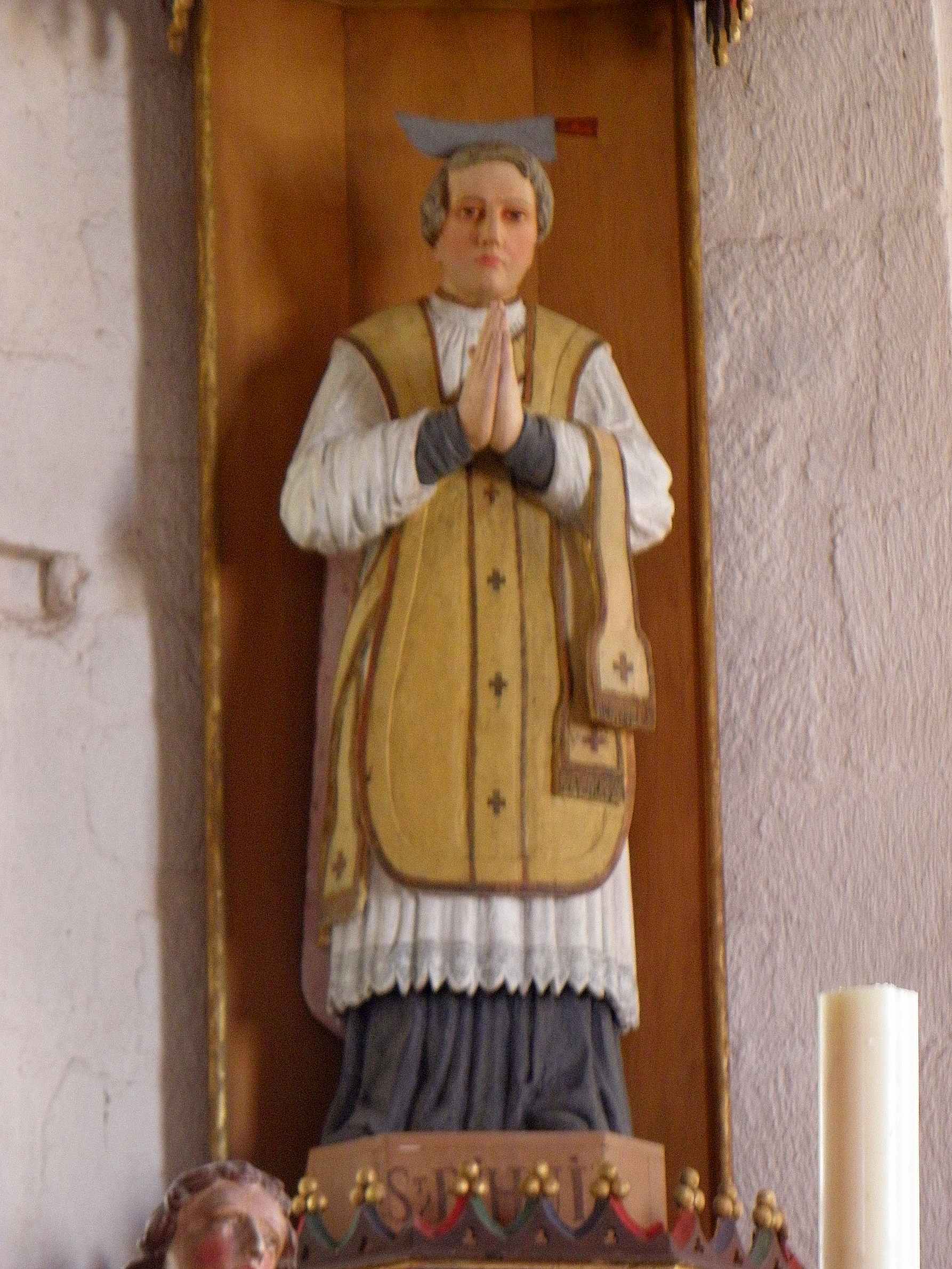
Église Notre-Dame de Bieuzy : statue de saint Bieuzy.
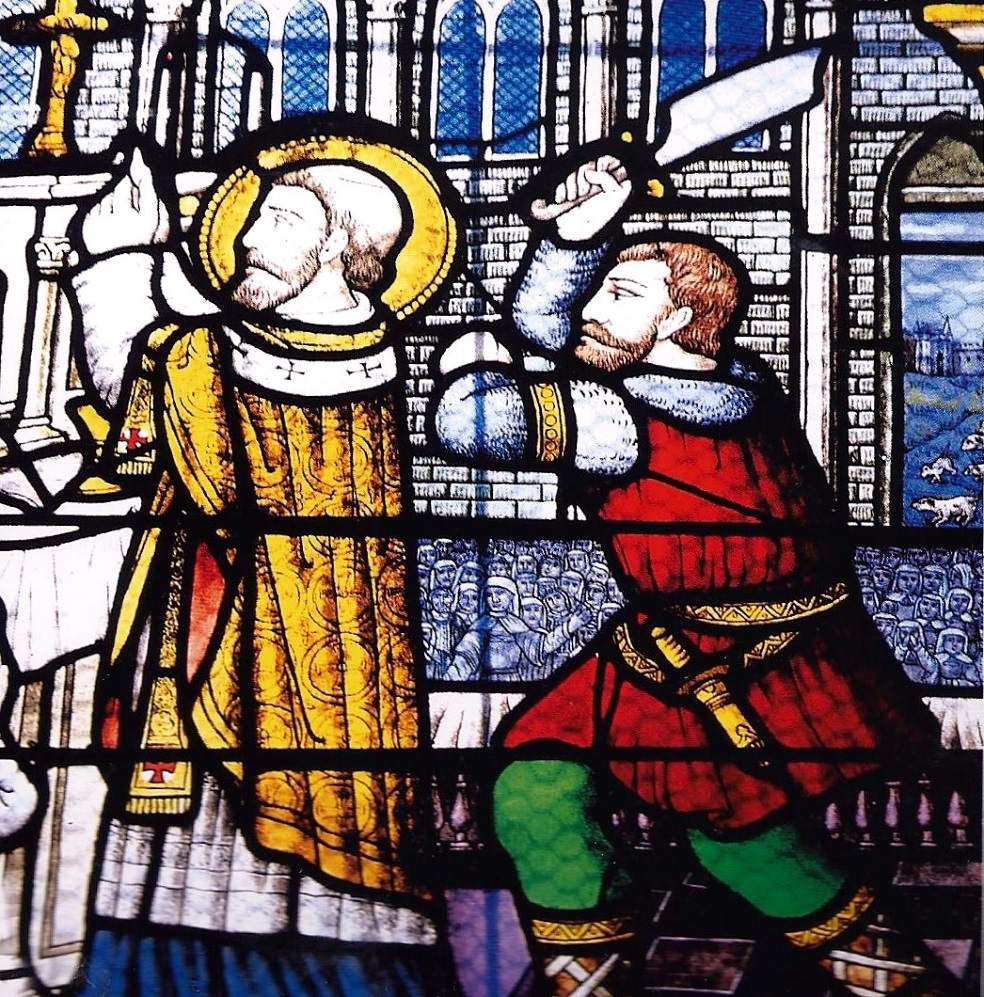
Église Notre-Dame de Bieuzy : détail d'un vitrail montrant l'assassinat de saint Bieuzy.
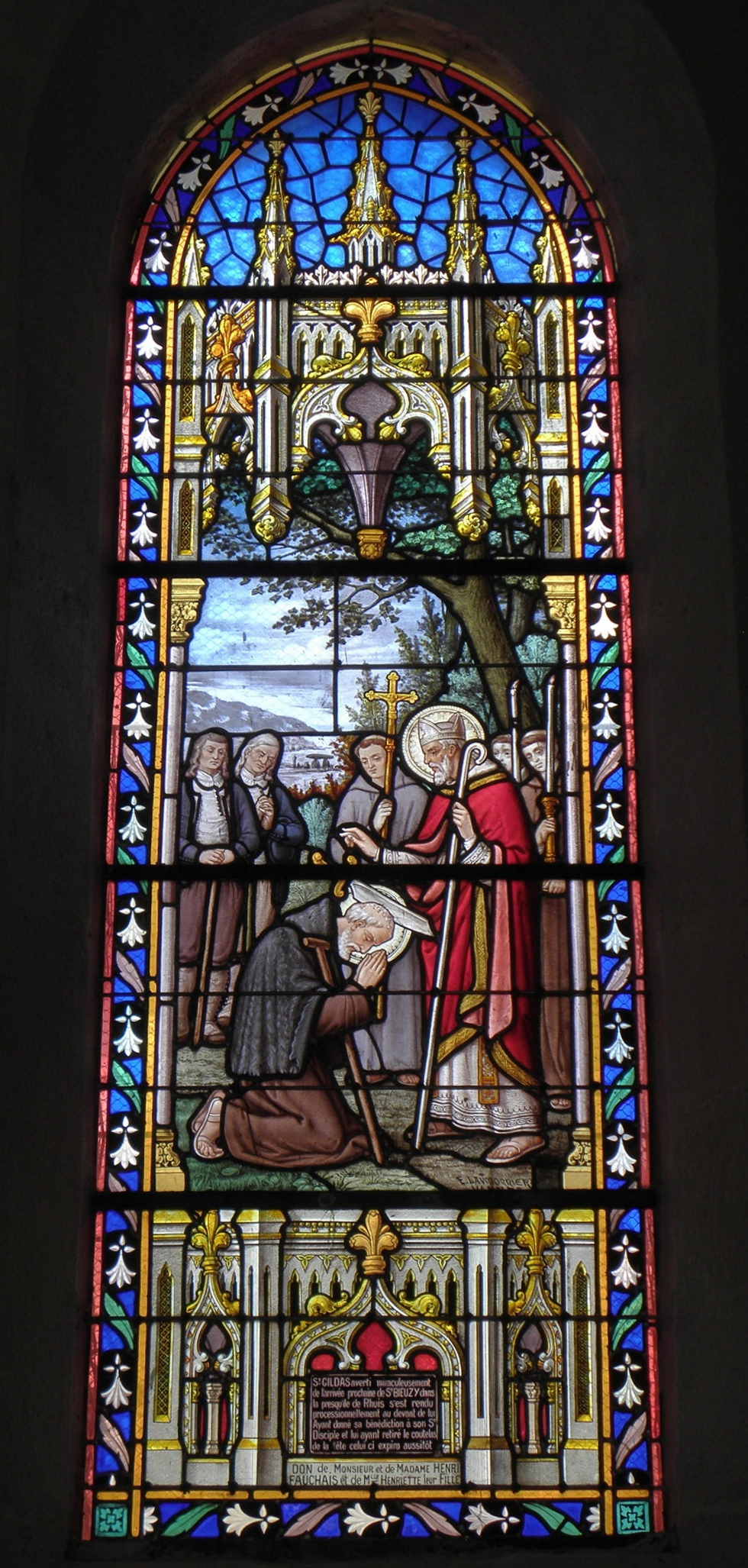
Église Notre-Dame de Bieuzy : vitrail montrant saint Bieuzy, frappé à mort, rencontrent saint Gildes.

## Ses traces dans la Bretagne actuelle
- Bieuzy est le saint patron de Bieuzy (Bieuzy-les-Eaux) dans le Morbihan et de Saint-Bihy près de Quintin dans les Côtes-d'Armor et de l'ancienne trève de Bieuzy-Lanvaux en Pluvigner[5], laquelle devint une commune en 1793, incorporée dans celle de Pluvigner avant 1806[6].
- L'ancienne paroisse de Bihoué dans le Morbihan était dédiée à saint Bieuzy et lui devait aussi son nom ; elle est devenue ensuite une simple trève intégrée à la paroisse de Quéven (Morbihan).
- De nombreuses fontaines lui sont dédiées en Bretagne :
  - La Fontaine de Saint-Bieuzy (construite au XVIe siècle par la famille Rimaison, dont le blason se trouve en haut de la fontaine ). La source de la fontaine de Saint-Bieuzy, par analogie, guérirait de la rage les chiens qui viennent d'être mordus et aussi de la rage de dent des hommes, à condition que ces derniers fassent trois fois le tour de l'édicule la bouche pleine d'eau[7]. La statuette de saint Bieuzy, qui occupait la niche au centre de la fontaine, a disparu depuis 1974[8];
  - La fontaine  de Bieuzy-Lanvaux (en Pluvigner) La fontaine de Bieuzy-Lanvaux est depuis sous la protection du saint guérisseur de la rage et des migraines. La source de la fontaine de Saint-Bieuzy, par analogie, guérirait de la rage les chiens qui viennent d'être mordus et aussi de la rage de dent des hommes, à condition que ces derniers fassent trois fois le tour de l'édicule la bouche pleine d'eau[7].;
  - La fontaine Saint-Bieuzy de Ploemeur (Morbihan) (un hameau de cette commune porte aussi le nom de Saint-Bieuzy). La fontaine est située à environ 300 mètres à l'est de ce village ; construite en 1826, elle a été oubliée par la suite, perdue dans des broussailles, avant d'être restaurée par une association locale ; « Au XIXe siècle, les mères venaient à la fontaine avec leur bébé (âgé probablement d'environ un an). Après y avoir lavé leur linge, elles faisaient trois fois le tour de la fontaine avec leur enfant dans les bras. Cela était censé donner des forces à l'enfant qui marchait quelques jours plus tard »[9].